# Conventus iuridicus
Nell'antica Roma un conventus iuridicus era una suddivisione amministrativa di alcune province (Dalmazia, Betica, Lusitania, Tarraconense, Asia) con funzioni di distretto giudiziario. Il capoluogo era sede della corte distrettuale e dell'assemblea distrettuale composta dai notabili con cittadinanza romana delle principali città del distretto.

## Conventus Iuridici
Notizie sui conventus sono riportate nella Historia Naturalis di Plinio il Vecchio.

### Hispaniae

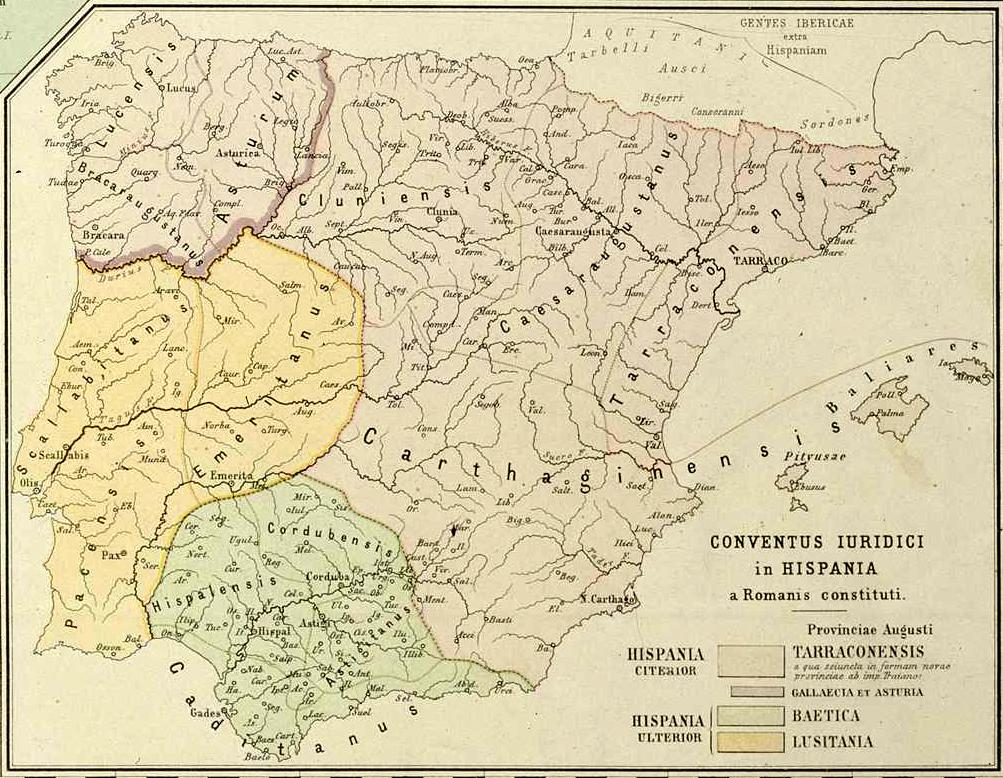
Province e conventus della Spagna romana.

#### Betica
I conventus iuridici erano quattro :
- Gaditano, con sede a Gades (Cadice)
- Cordovese, con sede a Corduba (Cordova)
- Astigitano, con sede a Astigi (Écija)
- Ispalese, con sede a Hispalis (Siviglia)

#### Tarraconense
I conventus erano sette :
- Cartaginese, con sede a Carthago Nova (Cartagena)
- Tarraconese, con sede a Tarraco (Tarragona)
- Cesaraugustano, con sede a Caesaraugusta (Saragozza)
- Cluniense, con sede a Clunia (Alto de Castro)
- degli Asturi, con sede ad Asturica Augusta (Astorga)
- Lucense, con sede a Lucus Augusti (Lugo)
- dei Bracari, con sede a Bracara Augusta (Braga)

#### Lusitania
I conventus erano tre :
- Emeritense, con sede ad Emerita Augusta (Mérida)
- Pacense, con sede a Pax Iulia (Beja)
- Scalabitano, con sede a Scallabis (Santarém)

### Illyricum (Dalmazia)
I conventus erano tre:
- Scardonitano, con sede a Scardona [4]
- Salonense, con sede a Salona [5]
- Naronense, con sede a Narona, presso Metković) [6]

### Asia
I conventus (o iurisdictiones) erano otto:
- Cibiratico, con sede a Cibyra [7]
- Sinnadense, con sede a Synnada [8]
- Apamense, con sede ad Apamea [9]
- Alabandense, con sede ad Alabanda [10]
- Sardense, con sede a Sardes (Sardi) [11]
- Smirnense, con sede a Smyrna [12]
- Adramitteo, con sede a Adramyttium (Edremit) [13]
- Pergameno, con sede a Pergamum (Bergama) [14]